# Самокленскі-Кольонія-Перша
Самокленскі-Кольонія-Перша (пол. Samoklęski-Kolonia Pierwsza) — село в Польщі, у гміні Камйонка Любартівського повіту Люблінського воєводства.